# I. Ceolwulf merciai király
I. Ceolwulf (angolszászul: CEOLVVLF CVÞBRYHTING MIERCNA CYNING), (? – 823?) Mercia királya 821-től 823-ig.
Cœnwulf király fivéreként született, és bátyja halála után örökölte a trónt. Folytatta elődje terjeszkedését a walesiek ellen és 822-ben elfoglalta Deganwy várát. 823-ban az utódává kinevezett Beornwulf megbuktatta.